# La Brabançonne
Pour les articles homonymes, voir Brabançonne.
La Brabançonne est l'hymne national du royaume de Belgique. Les paroles existent en français, en néerlandais et en allemand. 
Les paroles originales ont été créées en français au moment de la révolution belge de 1830, à l'époque seule langue nationale de la Belgique ; les deux autres versions officielles (en néerlandais et en allemand) sont des adaptations ultérieures de la version française.

## Histoire
Lorsque la révolution belge débute fin août 1830 avec les émeutes de Bruxelles, les Belges ne chantaient pas d’autres refrains patriotiques que « la Parisienne » et « la Marseillaise ». Ils arboraient d'ailleurs le drapeau français en guise de symbole révolutionnaire, sous l'influence de la deuxième révolution française qui venait de se terminer. Jenneval, un acteur français, originaire de Lyon, séjournant au royaume uni des Pays-Bas et le ténor bruxellois François Van Campenhout sont respectivement l’auteur originel et le compositeur de l’hymne national belge, intitulé d'abord la Bruxelloise, puis la Brabançonne, en hommage à la province de Brabant, située au centre des Pays-Bas méridionaux et qui avait déjà donné son nom à la révolution brabançonne en 1787. Selon la légende l'hymne fut écrit durant une réunion au café L'Aigle d'Or. La musique et la chanson ont été jouées pour la première fois le 12 septembre 1830 lors de la réouverture du théâtre de la Monnaie de Bruxelles, par Jean-François Lafeuillade (nl), le même ténor qui avait interprété l'air de l'« Amour sacré de la Patrie » lors de la représentation de La Muette de Portici qui avait mit le feu aux poudres le 25 août 1830.
Les paroles originelles composées par Jenneval, de son vrai nom Alexandre Dechet, fin août 1830, ont plusieurs fois été revues au fur et à mesure de l'insurrection de 1830 dans les Pays-Bas méridionaux et des événements liés à la révolution belge. Elles étaient à l’origine destinées à stigmatiser les pilleurs belges et à glorifier la sagesse du souverain du Royaume uni des Pays-Bas, Guillaume Ier d'Orange-Nassau qui, s’il satisfait aux revendications belges, restera « père » des Belges et deviendra « l’exemple des rois ». Elles ont ensuite évolué pour devenir nettement anti-orangistes, particulièrement après le déclenchement de la guerre belgo-néerlandaise lors de l'épisode des journées de Septembre.
Les paroles actuelles et officielles de La Brabançonne en français ne datent pas de la révolution belge mais de 1860 et ne furent pas écrites par Jenneval mais par Charles Rogier.

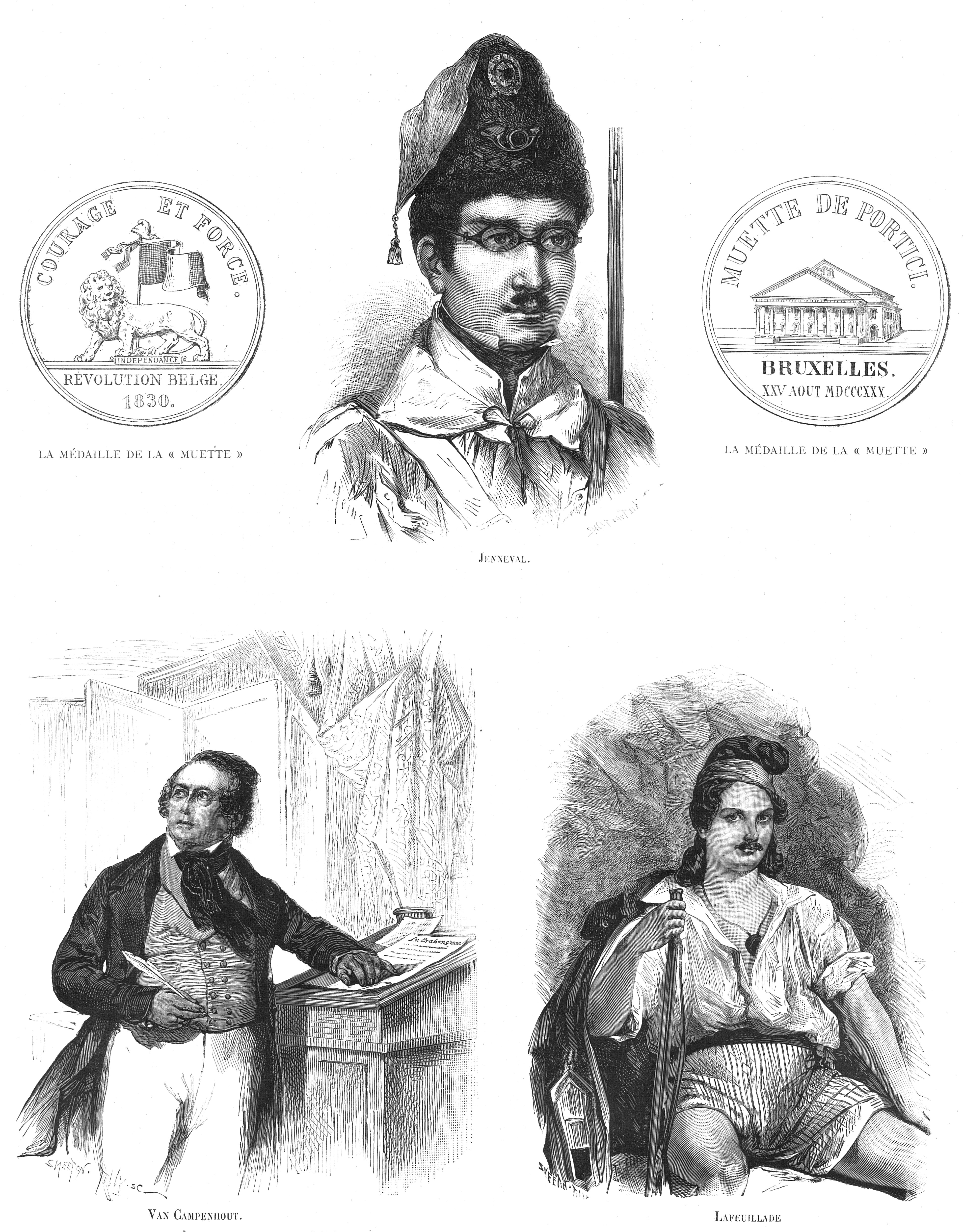
Jenneval, François Van Campenhout et Jean-François Lafeuillade (nl).
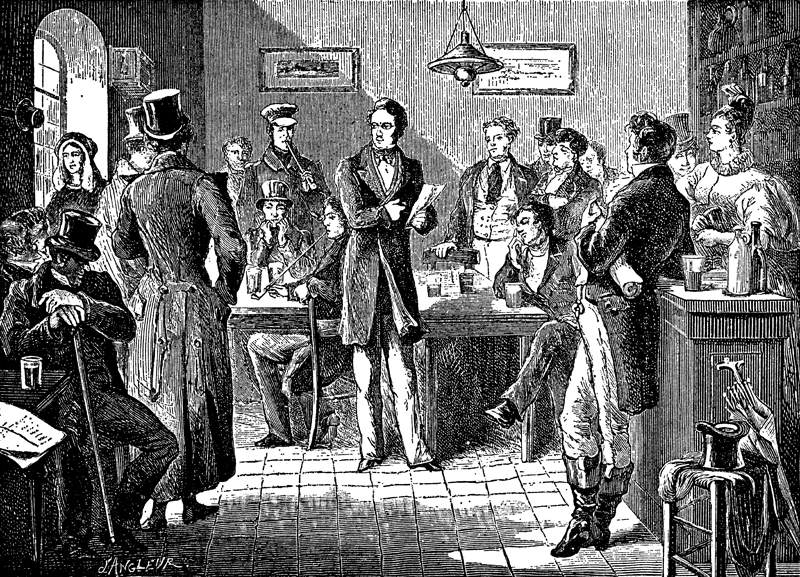
Lithographie de Jenneval déclamant La Brabançonne
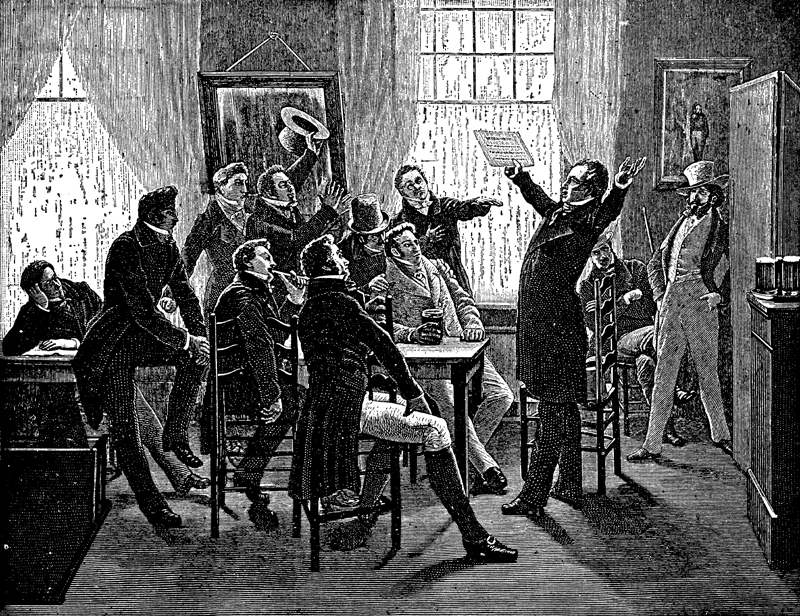
Lithographie de Campenhout chantant La Brabançonne

### Première version

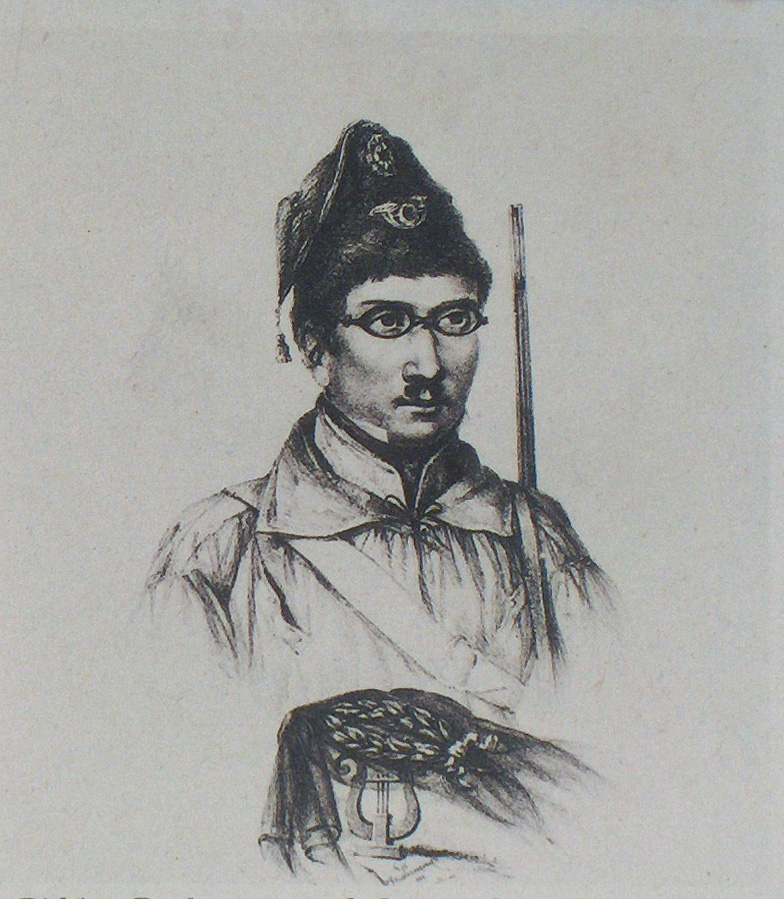
Alexandre Dechet, dit « Jenneval », l'auteur des premières paroles de la Brabançonne.

Selon la tradition, c'est au café « À l'aigle d'or » tenu par Cantoni, rue de la Fourche près de la place de la Monnaie, qu'Alexandre Dechet, dit « Jenneval », a écrit le premier texte de la Brabançonne. Ce texte est rédigé au début de la révolution belge, pendant l'insurrection de 1830 dans les Pays-Bas méridionaux et s'inscrit dans l'optique qu'un accord pacifique est encore possible pour l'unité du Royaume uni des Pays-Bas. Il s'agit d'un avertissement au roi Guillaume Ier d'Orange-Nassau.  Alexandre Dechet s'engage ensuite dans la guerre belgo-néerlandaise, à l'instar de nombreux autres Français, où il meurt lors la bataille de Lierre. On trouve dans le journal bruxellois L'Écho des Pays-Bas du 7 septembre 1830 le texte suivant (orthographe d'époque), :
Aux cris de mort et de pillages,

Des méchants s'étaient rassemblés,

Mais notre énergique courage

Loin de nous les a refoulés.

Maintenant purs de cette fange

Que flétrissait notre cité, 

Amis, il faut greffer l'Orange

Sur l'arbre de la liberté.

Oui, fiers enfants de la Belgique,

Qu'un beau délire a soulevés,

À notre élan patriotique

De grands succès sont réservés.

Restons armés, que rien ne change,

Gardons la même volonté,

Et nous verrons fleurir l'Orange

Sur l'arbre de la liberté.

Et toi dans qui le peuple espère,

Nassau, consacre enfin nos droits ;

Des Belges en restant le père,

Tu seras l'exemple des rois.

Abjure un ministère étrange,

Rejette un nom trop détesté,

Et tu verras mûrir l'Orange

Sur l'arbre de la liberté.

Mais malheur ! si de l'arbitraire

Protégeant les affreux projets,

Sur nous du canon sanguinaire

Tu venais lancer les boulets.

Alors tout est fini, tout change,

Plus de pacte, plus de traité, 

Et tu verrais tomber l'Orange

De l'arbre de la liberté.
C'est un poème que François Van Campenhout n'a pas encore mis en musique. Le même journal propose en sous-titre une indication musicale (sur l'Air des lanciers polonais).

### Deuxième version

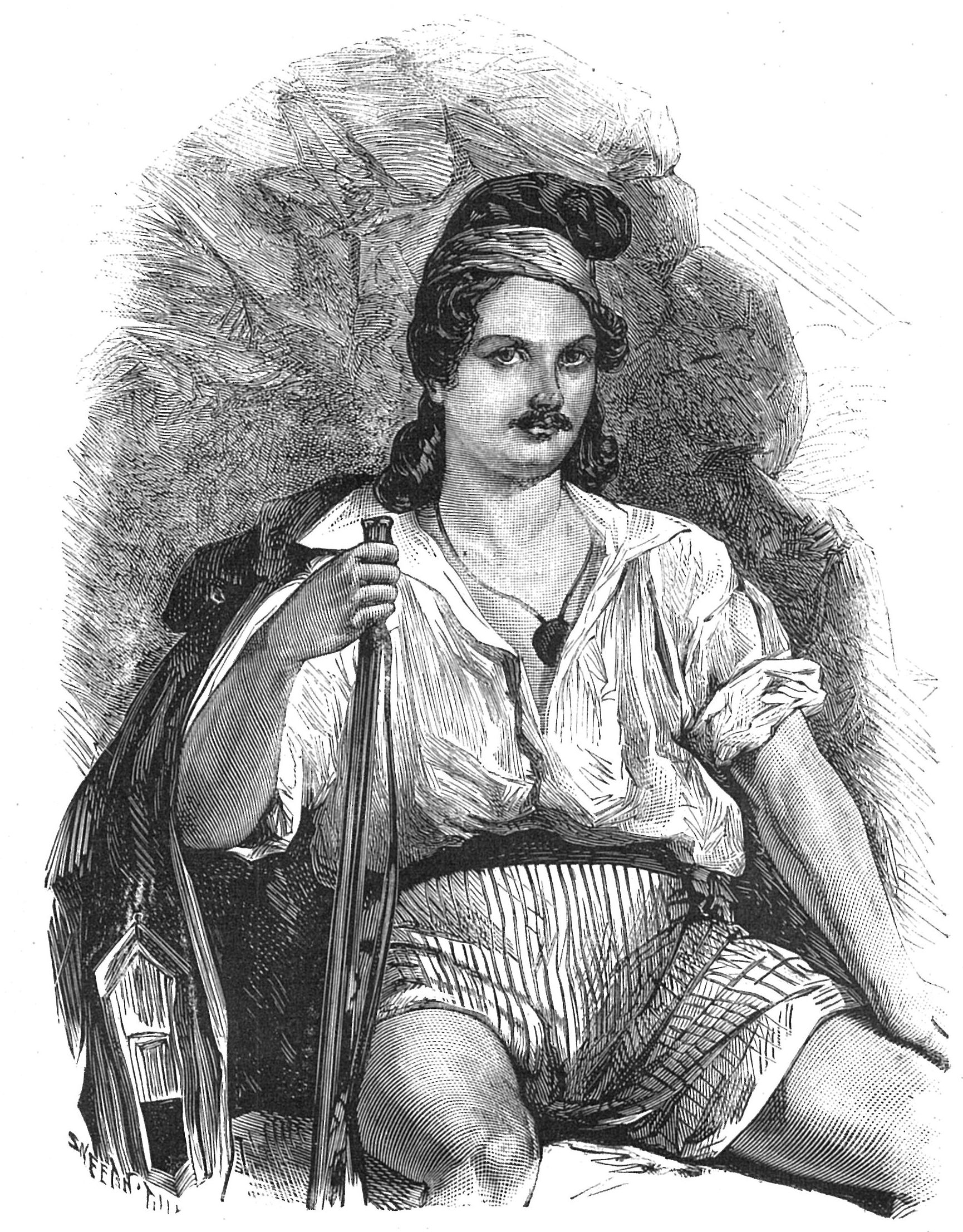
Le ténor français Jean-François Lafeuillade interprète la seconde version de Jenneval dès le 12 septembre 1830 au Théâtre Royal de la Monnaie.

Le texte publié est mis en musique par François Van Campenhout et revu par Jenneval, qui corrige et permute les deux premiers couplets. Cette version est chantée par le ténor Jean-François Lafeuillade (nl) au Théâtre Royal de la Monnaie, lorsque le lieu rouvre ses portes le 12 septembre 1830 après avoir été fermé à la suite des émeutes de la fin août. C'est à cet endroit qu'il avait chanté Amour sacré de la Patrie, lors de la représentation de l'opéra La Muette de Portici, qui avait mis le feu aux poudres et lançé  la révolution belge au soir du 25 août 1830. 
Dignes enfants de la Belgique

Qu'un beau délire a soulevés,

À votre élan patriotique

De grands succès sont réservés.

Restons armés, que rien ne change !

Gardons la même volonté,

Et nous verrons fleurir l'Orange

Sur l'arbre de la Liberté.

Aux cris de mort et de pillage

Des méchants s'étaient rassemblés,

Mais votre énergique courage

Loin de vous les a refoulés.

Maintenant, purs de cette fange

Qui flétrissait votre cité,

Amis, il faut greffer l'Orange

Sur l'arbre de la Liberté.

Et toi, dans qui ton peuple espère,

Nassau, consacre enfin nos droits;

Des Belges en restant le père,

Tu seras l'exemple des rois.

Abjure un ministère étrange,

Rejette un nom trop détesté,

Et tu verras fleurir l'Orange

Sur l'arbre de la Liberté.

Mais, malheur, si, de l'arbitraire

Protégeant les affreux projets,

Sur nous, du canon sanguinaire

Tu venais pointer les boulets!

Alors, tout est fini, tout change;

Plus de pacte, plus de traité;

Et tu verras tomber l'Orange

De l'arbre de la Liberté.

### Troisième version

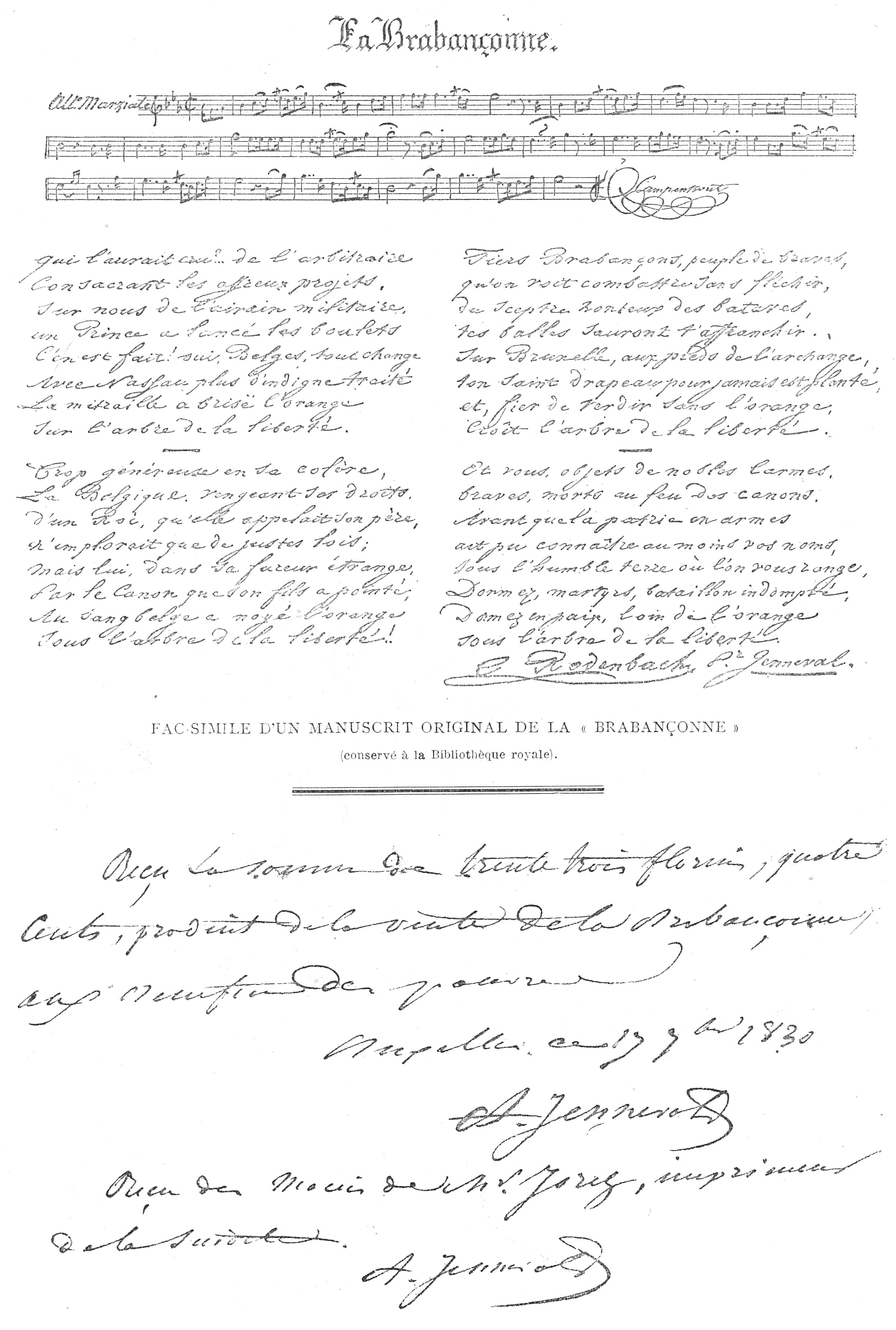
La troisième version de Jenneval.

Cette troisième version de la Brabançonne, est nettement anti-orangiste. Elle est écrite par Jenneval après les Journées de septembre. Il modifie ses paroles pour condamner cette tentative de reprise de Bruxelles lancée par l’armée néerlandaise du prince Frédéric dès le 24 septembre 1830 et qui se solde par un échec. Il y flétrit l’image du roi des Pays-Bas, Guillaume Ier et exalte les volontaires de la révolution qu'il rejoint, comme des nombreux autres français en s'engageant dans la guerre belgo-néerlandaise où il trouve la mort le 18 octobre 1830 lors de la bataille de Lierre. C'est cette version que François Van Campenhout chante le 28 septembre 1830 à « L'aigle d'or ». Constantin Rodenbach en serait le principal auteur d'après un texte écrit de sa main.
Qui l'aurait cru... de l'arbitraire,

Consacrant les affreux projets,

Sur nous de l'airain militaire,

Un Prince a lancé les boulets

C'en est fait ! Oui Belges tout change

Avec Nassau plus d'indigne traité

La mitraille a brisé l'Orange

Sur l'arbre de la Liberté

Trop généreuse en sa colère,

La Belgique vengeant ses droits

D'un Roi, qu'elle appelait son père,

N'implorait que de justes lois,

Mais lui dans sa fureur étrange

Par le canon que son fils a pointé

Au sang belge a noyé l'orange

Sous l'arbre de la liberté !

Fiers Brabançons peuple de braves,

Qu'on voit combattre sans fléchir,

Du sceptre honteux des bataves

Tes balles sauront t'affranchir.

Sur Bruxelles, aux pieds de l'archange

Son Saint Drapeau pour jamais est planté

Et fier de verdir sans l'orange,

Croît l'arbre de la liberté.

Et vous, objet de nobles larmes,

Braves, morts au feu des canons,

Avant que la patrie en armes

Ait pu connaître au moins vos noms

Sous l'humble terre où l'on vous range

Dormez martyrs, bataillon indompté,

Dormez en paix, loin de l'orange

Sous l'arbre de la liberté.
Voici le couplet fait par le frère de Jenneval lorsque celui-ci fut tué lors des combats de Lierre le 18 octobre 1830.
Ouvrez vos rangs, ombres des braves,

Il vient celui qui vous disait :

Plutôt mourir que vivre esclaves !

Et comme il disait, il faisait

Ouvrez vos rangs noble phalange,

Place au poëte, au chasseur redouté !

Il vient dormir, loin de l'Orange

Sous l'arbre de la liberté !…

### Version de 1860 (actuelle)

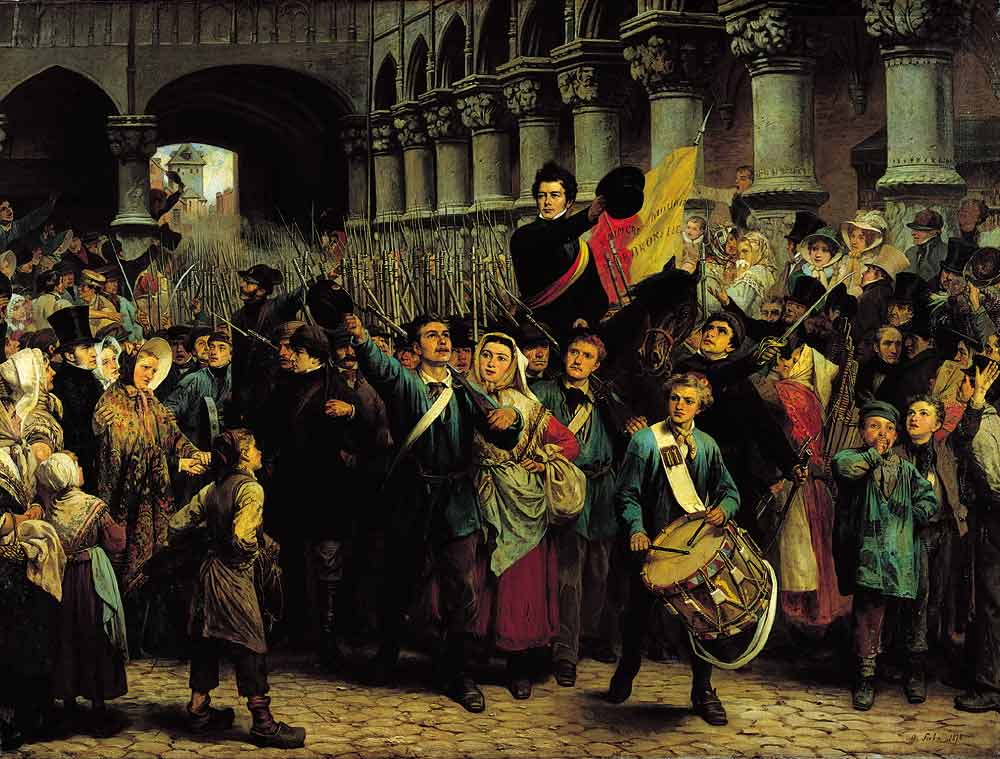
Charles Rogier, meneur de la révolution belge à Liège puis membre du Congrès National, est également l'auteur des paroles actuelles en français.

Les paroles actuelles ne sont pas l'œuvre de Jenneval, elles datent de 1860 et ont été modifiées sur ordre de Charles Rogier qui remanie les vers de Jenneval en un texte jugé plus consensuel, inspiré par la version rédigée par Louis Hymans en 1852. D'abord pour atténuer les insultes envers le royaume des Pays-Bas avec lequel la Belgique était désormais en paix ; et ensuite pour faire croire qu’avant la révolution belge de 1830, la Belgique existait sous « domination étrangère ». Les historiens actuels considèrent que ces dernières affirmations sont des anachronismes  et que les régimes, même s’ils étaient « étrangers », étaient légitimes aux yeux du peuple, pourvu qu'ils respectassent leurs droits fondamentaux. Selon Léon van der Essen, la Brabançonne falsifie l’histoire. « Nous n’avons jamais connu des siècles d’esclavage ; nous avons toujours été gouvernés et dirigés par des princes nationaux, nous avons vécu d’après le jeu de nos propres institutions, libres de toute contrainte ; nous n’avons pas été des esclaves de l’étranger. (...) La Belgique n’a jamais été soumise à l’Espagne comme telle, ni à l’Autriche comme telle, mais bien à des princes de la branche espagnole des Habsbourg ou à des empereurs de la branche autrichienne de cette même famille. Ces princes n’étaient pas pour nous des étrangers, mais par droit de succession et d’héritage, les successeurs légitimes (...) de nos souverains nationaux du Moyen Âge, comtes de Flandre, ducs de Brabant, etc. »,.
Après des siècles d'esclavage,

Le Belge sortant du tombeau,

A reconquis par son courage,

Son nom, ses droits et son drapeau.

Et ta main souveraine et fière,

Désormais peuple indompté,

Grava sur ta vieille bannière :

Le Roi, la Loi, la Liberté !

Marche de ton pas énergique,

Marche de progrès en progrès ;

Dieu qui protège la Belgique,

Sourit à tes mâles succès.

Travaillons, notre labeur donne

À nos champs la fécondité !

Et la splendeur des arts couronne

Le Roi, la Loi, la Liberté !

Ouvrons nos rangs à d'anciens frères,

De nous trop longtemps désunis ;

Belges, Bataves, plus de guerres.

Les peuples libres sont amis.

À jamais resserrons ensemble

Les liens de fraternité

Et qu'un même cri nous rassemble :

Le Roi, la Loi, la Liberté !

Ô Belgique, ô mère chérie,

À toi nos cœurs, à toi nos bras !

À toi notre sang, ô Patrie !

Nous le jurons tous tu vivras !

Tu vivras toujours grande et belle

Et ton invincible unité

Aura pour devise immortelle :

Le Roi, la Loi, la Liberté !

### Les premières versions en néerlandais
Un texte officiellement autorisé de l'hymne national en néerlandais n'existe que depuis 1938, toutefois, en 1861, Napoleon Destanberg (nl) compose les paroles suivantes dans la langue de Vondel :
O Vaderland, ik min u teder 

Omdat gij groot zijt in 't verleên 

Omdat de fiere Vlaming weder 

Der vaedren voetspoor wil betreên 

Ik min u, gij verbraekt uw boeyen 

Gij dult geen laffen slavenband! 

Dees spreuk zal België doen bloeyen: 

Voor God! voor wet en Vaderland!

Dees spreuk zal België doen bloeyen: 

Voor God! voor wet en Vaderland!

Voor God! voor wet en Vaderland!

Voor God! voor wet en Vaderland!

De Wet! Voor haer moet alles zwichten! 

Gelijk voor haer is heer en knecht 

En ja! Wij kennen onze plichten 

Maer ja! Wij kennen ook ons regt 

De vrijheid zal men nooit verfoeyen, 

Waer zij zoo trotsch haer vaendel plant. 

Dees spreuk zal België doen bloeyen: 

Voor God! voor wet en Vaderland!

Dees spreuk zal België doen bloeyen: 

Voor God! voor wet en Vaderland!

Voor God! voor wet en Vaderland!

Voor God! voor wet en Vaderland! 

O God! O groote God der vaedren 

Die uit den hoogen op ons ziet 

Zeg, bruischten kookt nog in onz' aedren 

Het zelfde bloed dier helden niet? 

En als rond ons orkanen loeyen 

Strek over ons uw goede hand 

En laet ons België steeds bloeyen

Voor God! voor wet en Vaderland!

En laet ons België steeds bloeyen

Voor God! voor wet en Vaderland!

Voor God! voor wet en Vaderland!

Voor God! voor wet en Vaderland!

### Version néerlandaise de 1895
Une autre version de La Brabançonne en néerlandais a été proposée en 1895 par Victor Ceulemans :
Juicht! Belgen, juicht! in vreugdevolle akkoorden

Van Haspengouw tot aan het Vlaamsche strand 

Van Noord tot Zuid, langs Maas en Scheldeboorden,

Juicht, Belgen, juicht, door gansch het Vaderland!

Een manlijk volk moet manlijk durven zingen

Terwijl het hart van eedle fierheid beeft;

Nooit zal men ons een morzel gronds ontwringen, 

Zoolang één Belg, 't zij Waal of Vlaming leeft.

Zoolang één Belg, 't zij Waal of Vlaming leeft.

Geen morzel gronds, geen enkel van de rechten

Waarvoor het bloed der vadren heeft gevloeid,

Zoolang een man, een vrouw, een kind kan vechten,

Zoolang een hart in Belgisch harte gloeit.

Geen slavenboei wordt ooit ons aangevijzeld,

Geen schandig juk van vreemde dwinglandij,

Of 't wordt op 't hoofd des dwingelands verbrijzeld

Ons Belgenland blijft eeuwig, eeuwig vrij.

Zoolang één Belg, 't zij Waal of Vlaming leeft.

Zoolang één Belg, 't zij Waal of Vlaming leeft.

Zingt hooger nog en laat Europa 't hooren,

Hier heeft de Vorst, de Grondwet in de hand,

Voor God en volk den heil'gen eed gezworen

Dat hij slechts leeft voor 't dierbaar Vaderland.

Naast d'eersten Belg staan moedvol al de Belgen,

Vol eendrachtszin ten heldendood gereed,

Die m'één voor één en allen moet verdelgen

Eér iemand ooit ons Land het zijne ziet.

Zoolang één Belg, 't zij Waal of Vlaming leeft.

Zoolang één Belg, 't zij Waal of Vlaming leeft.

## Musique

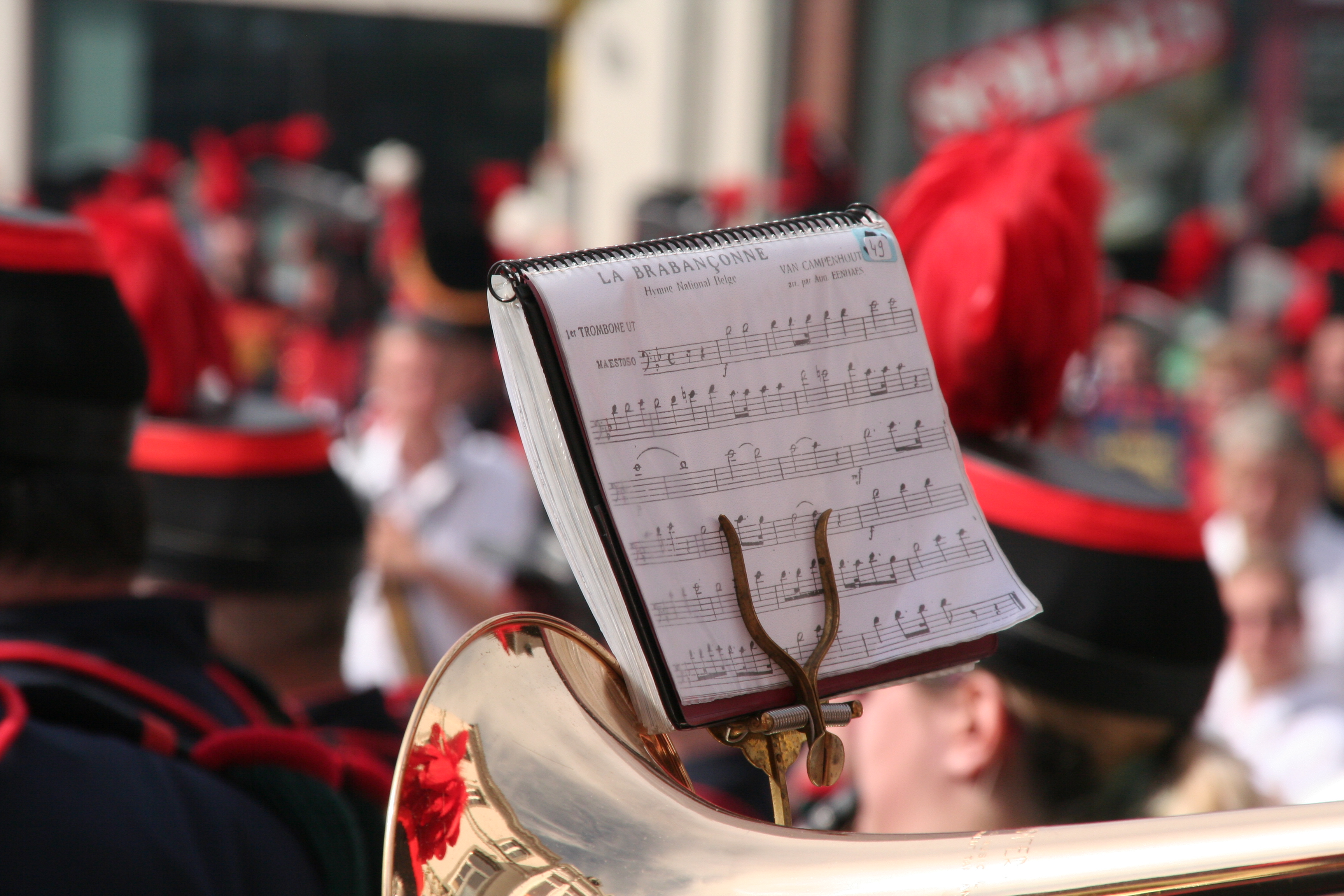
Partitions de La Brabançonne.

La musique de la Brabançonne a été composée par François Van Campenhout. Elle a été si souvent modifiée par les arrangeurs que le ministre de la guerre belge, par un arrêté du 5 juin 1873, a prescrit aux musiques militaires d'avoir à se conformer à une partition arrangée par Valentin Bender, inspecteur des musiques de l'armée belge.
Différentes commissions ont été chargées d'examiner le texte et la mélodie de La Brabançonne et d'en établir une version officielle. Une circulaire ministérielle du Ministère de l'Intérieur du 8 août 1921 décréta que seule la 4e strophe du texte de Charles Rogier devait être considérée comme officielle, tant en français qu'en néerlandais.

## Paroles officielles

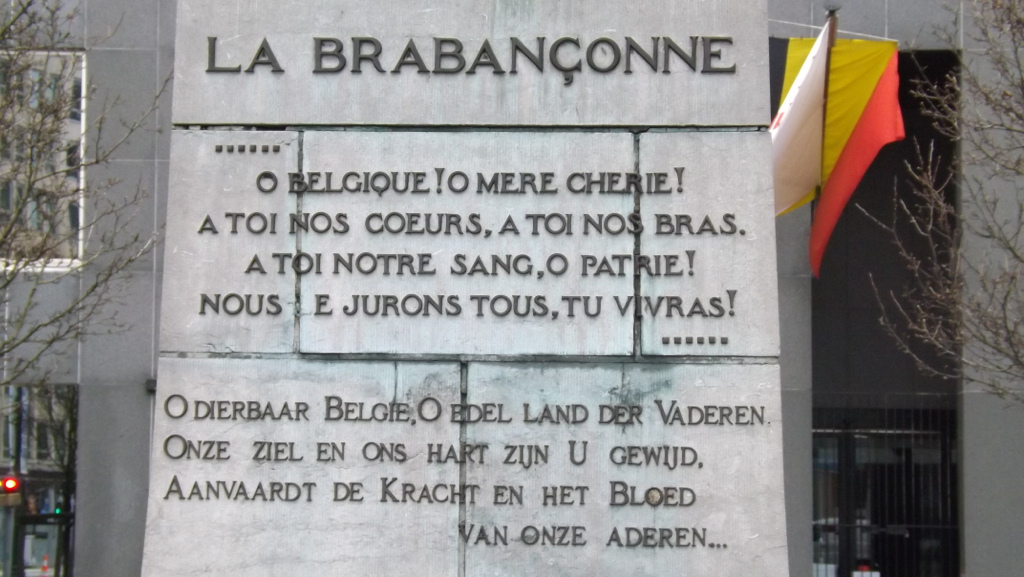
Les paroles officielles en français et en néerlandais, sur la statue dédiée à la Brabançonne, place Surlet de Chokier à Bruxelles.

### En français
Ô Belgique, ô mère chérie,

À toi nos cœurs, à toi nos bras,

À toi notre sang, ô Patrie !

Nous le jurons tous, tu vivras !

Tu vivras toujours grande et belle

Et ton invincible unité

Aura pour devise immortelle :

Le Roi, la Loi, la Liberté !

Aura pour devise immortelle :

Le Roi, la Loi, la Liberté ! (ter)

### En néerlandais
| Paroles en néerlandais | Traduction littérale |
| --- | --- |
| O dierbaar België, o heilig land der vaad'ren, Onze ziel en ons hart zijn u gewijd. Aanvaard ons kracht en het bloed van onze adren, Wees ons doel in arbeid en in strijd. Bloei, o land, in eendracht niet te breken; Wees immer u zelf en ongeknecht, Het woord getrouw, dat ge onbevreesd moogt spreken: Voor Vorst, voor Vrijheid en voor Recht ! (×3) | Ô chère Belgique, ô terre sacrée de nos pères, Nos âmes et nos cœurs te sont dévoués. Accepte notre force et le sang de nos veines, Sois notre but dans le travail et dans la lutte. Épanouis-toi, ô pays, dans ton unité indissoluble ; Sois toujours toi-même et ne sers personne d'autre, La vraie devise que tu peux proclamer sans crainte : Pour le Roi, pour la Liberté et pour le Droit ! |

### En allemand (Die Brabançonne)
| Paroles en allemand | Traduction littérale |
| --- | --- |
| O liebes Land, o Belgiens Erde, Dir unser Herz, Dir unsere Hand, Dir unser Blut, dem Heimaterde, Wir schwören's Dir, o Vaterland ! So blühe froh in voller Schöne, Zu der die Freiheit Dich erzog, Und fortan singen Deine Söhne: Gesetz und König und die Freiheit hoch ! (ter) | Ô cher pays, ô terre de Belgique, À toi notre cœur, à toi notre main, À toi, notre sang, terre natale, Nous te le jurons, ô patrie ! Ainsi épanouis-toi, heureuse, dans la pleine beauté Vers laquelle la liberté t'élève, Et désormais tes fils chantent : Vivent la Loi, le Roi, la Liberté ! (ter) |

#### En allemand représentatif de la communauté germanophone de Belgique[pasclair]
| Paroles en allemand de Belgique | Traduction littérale |
| --- | --- |
| O Belgien, o teure Mutter, Dir gehören unsere Herzen, unsere Arme! Dir gehört unser Blut, Vaterland! Alle schwören wir Dir: Du wirst leben! Grosz und schön wirst Du immer leben und der Wahlspruch Deiner unverbrüchlichen Einheit wird heiszen: Für König, Recht und Freiheit! (ter) | Ô Belgique, ô chère Mère, A toi appartiennent nos cœurs, nos bras ! À toi appartient notre sang, Patrie ! Nous te jurons tous : Tu vivras ! Tu vivras toujours grande et belle et la devise de ton unité indéfectible sera : Pour le Roi, la Justice et la Liberté ! (ter) |

## Versions non officielles
Il existe de multiples versions dans les différents dialectes parlés en Belgique et pour divers usages. En voici quelques uns.

### Dans le milieu sportif
Plusieurs équipes nationales belges ont pris l'habitude de chanter la Brabançonne dans les différentes langues nationales, comme les équipes féminines et masculines de hockey sur gazon. De son côté, l’union belge de football a opté, depuis le match de qualification pour l'Euro 2024 entre les Diables Rouges et l'Estonie le mardi 12 septembre 2023 pour un hymne unifié trilingue, en déclarant : « Des équipes de jeunes aux équipes A, tout le monde chantera dorénavant la Brabançonne en mixant les trois langues nationales ». Pour éviter la cacophonie si chaque joueur chante dans sa langue, il est convenu de commencer une strophe en néerlandais, puis une en français, puis en néerlandais avec le refrain final dans les trois langues nationales, en veillant à ce qu'il y ait au total un peu plus de la langue la plus parlée (le néerlandais) et un peu moins de la langue la moins parlée (l'allemand).
O dierbaar België, O heilig land der vaad'ren

Onze ziel en ons hart zijn u gewijd.

Aanvaard ons kracht en het bloed van onze adren,

Wees ons doel in arbeid en in strijd.

Tu vivras toujours grande et belle

Et ton invincible unité

Aura pour devise immortelle :

Le Roi, la Loi, la Liberté !

Het woord getrouw, dat ge onbevreesd moogt spreken:

Voor Vorst, voor Vrijheid en voor Recht,

Gesetz und König und die Freiheit hoch,

Le Roi, la Loi, la Liberté!

### En wallon (Li Braibançone)
| Po nosse Beldjike, nosse firté, nosse bele Patreye, S' il est reki, ci djoû la, nos mourrans ! Li Liberté våt k' on sacrifeye si veye, Po-z è leyî profiter nos efants ! Dins nozôtes, k' est vaici, i gn a pont d’ låtches, So nos tertos, nosse payis pout conter ! Flaminds, Walons, tchantans, tchaeke e s’ lingaedje : Li Rwè, li Lwè et l’ Liberté ! S' i sorvénreut, come mwints côps e noste istwere, K' on mwais vijhén nos vôreut ocuper, Maké po d’ bon, l' fayé recourrè sins glwere Et pus djamåy, i n' oizrè nous ataker ! On Bedje n' est nén fwait po esse on sclåve, I gn a måy yeu nolu a nos dompter. Flaminds, Walons, les Bedjes sont les pus bråves, Cezår li djheut et nos plans co tchanter : Li Rwè, li Lwè et l’ Liberté ! |

### Version catholique
On trouve également, dans certains manuels de l'enseignement catholique ainsi que dans les chansonniers de scouts catholiques, cette version datant de 1953 :
Pays d'honneur ô Belgique et ô Patrie !

Pour t'aimer tous nos cœurs sont unis. 

À toi nos bras nos efforts et notre vie.

C'est ton nom qu'on chante et qu'on bénit.

Tu vivras toujours fière et belle,

Plus grande dans ta forte unité

Gardons pour devise immortelle :

Le Roi, la Loi, la Liberté ter !

Gardons pour devise immortelle :

Le Roi, la Loi, la Liberté !     

Le Roi, la Loi, la Liberté !

Le Roi, la Loi, la Liberté !

### Version paillarde de Pierre Perret
En 1995, le chanteur Pierre Perret revisite la Brabançonne en une chanson paillarde grivoise intitulé La Brabançonne d'une putain. Cette version est notoire dans le folklore étudiant en Belgique francophone.

## Notoriété

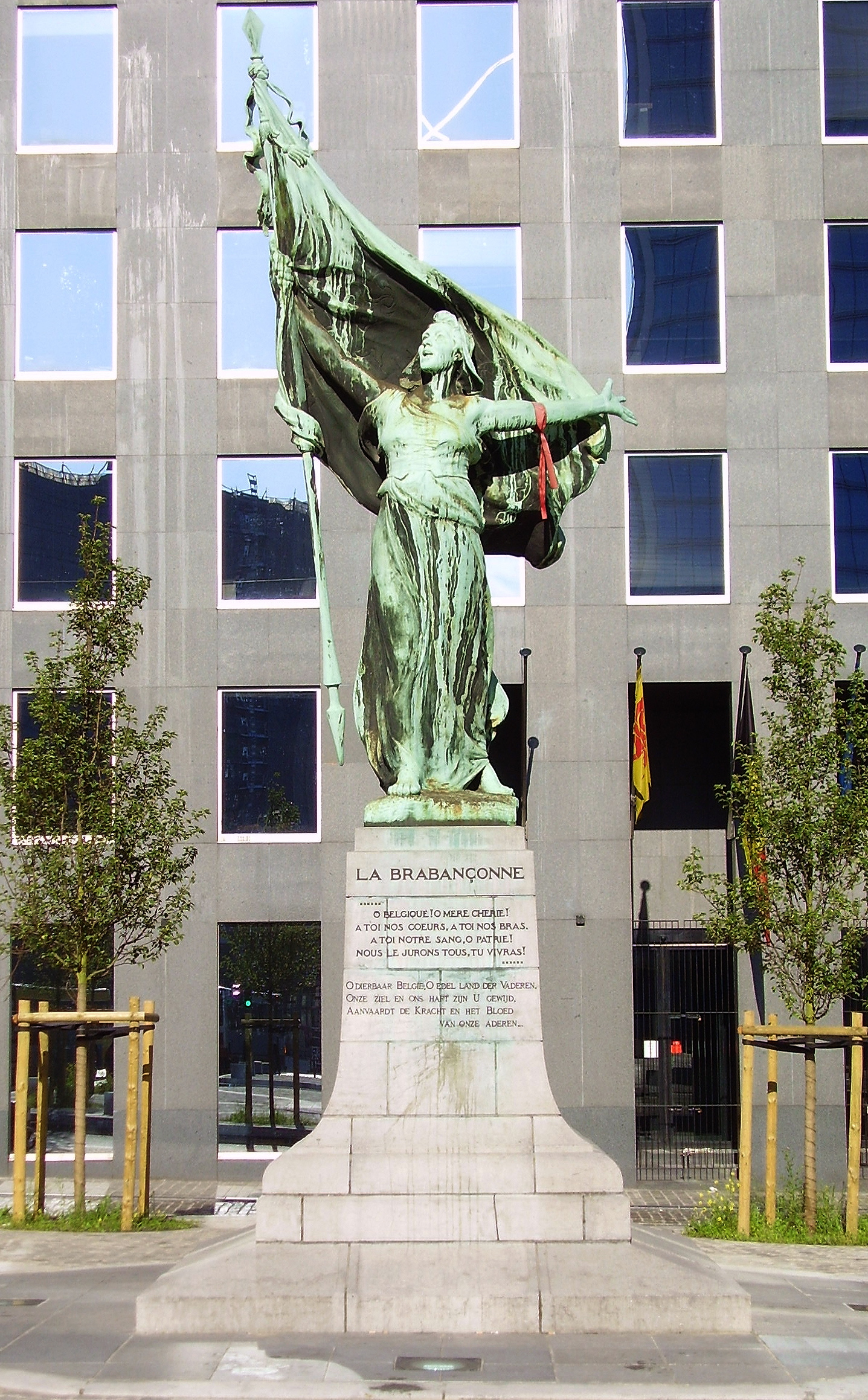
La Statue de la Brabançonne œuvre du sculpteur Charles Samuel sur la Place Surlet de Chokier à Bruxelles. La troisième version de la Brabançonne est inscrite sur le socle de la statue.

La Brabançonne n'est pas seulement le nom de l'hymne national belge, c'est aussi : 
- un monument de la place Surlet de Chokier à Bruxelles. Ce monument, la Statue de la Brabançonne, contient quelques fragments de l'hymne dans les trois langues nationales.
- L'avenue de la Brabançonne est située dans les communes de Bruxelles-ville et de Schaerbeek.

## Voir également